# Dimitri Todorov
Dimitri Todorov (* 1947 in Graz) ist – zusammen mit seinem Komplizen Hans Georg Rammelmayr – der erste Bankräuber der deutschen Nachkriegsgeschichte, der bei Begehung der Tat gemeinschaftlich Geiseln nahm.

## Bankraub
Am 4. August 1971 um 15:55 Uhr überfielen Todorov und Rammelmayr eine Filiale der Deutschen Bank in der Prinzregentenstraße 70 in München. Um ihrer Forderung nach zwei Millionen Deutschen Mark und einem Fluchtwagen Nachdruck zu verleihen, nahmen sie die 18 in der Bank anwesenden Personen als Geiseln, ein Novum in der deutschen Nachkriegsgeschichte. Im Laufe des Abends fanden sich ungefähr 5000 Zuschauer ein, die zum Teil völlig ungeschützt das Geschehen verfolgten.
Nach Verhandlungen mit der Polizei wurden gegen 23 Uhr die geforderte Summe und ein Fluchtfahrzeug bereitgestellt. Zunächst verließ eine weibliche Geisel mit einem Bankangestellten die Bank und wurde ins Fluchtfahrzeug gesetzt, anschließend kehrte der Bankangestellte – der Kassierer – in die Bank zurück. Kurz darauf verließ Rammelmayr die Bank und setzte sich zu der Geisel in das bereitgestellte Fahrzeug. Die Scharfschützen und die mit Maschinenpistolen bewaffneten Polizisten schossen dann mehrmals in das Fahrzeug, obwohl sich die Geisel unmittelbar neben dem Räuber befand. Rammelmayr wurde tödlich verletzt, die sofortige Bergung der Geisel aus dem Auto durch den Münchner Bürgermeister Hans Steinkohl konnte ihr Leben nicht retten; Ingrid Reppel verstarb, von fünf Schüssen getroffen, trotz Notoperation im Krankenhaus.
Todorov befand sich zu diesem Zeitpunkt noch mit den restlichen Geiseln in der Bank.
Während der Erstürmung des Gebäudes kam es zu einer Schießerei zwischen Todorov und Polizeibeamten, dabei gab es keine Verletzten. Er wurde schließlich unter einem Schreibtisch festgesetzt und konnte verhaftet werden.
Die Tat fand besondere Aufmerksamkeit in der Öffentlichkeit, weil erstmals in der Geschichte des deutschen Fernsehens eine Geiselnahme einschließlich des Schusswechsels und der Erstürmung der Bank live übertragen wurde.
Von den Fenstern des gegenüber der Bank liegenden Edelrestaurants Feinkost Käfer aus beobachteten die Gäste, darunter Franz Josef Strauß und der damalige Innenstaatssekretär Erich Kiesl, die Szenerie. Franz Josef Strauß soll dabei sein eigenes Jagdgewehr zur Lösung des Falles angeboten haben, mit den Worten: „Diese Schweine knall ich persönlich ab.“

## Polizeieinsatz – Kritik und Konsequenzen
Da der Überfall als erster Bankraub mit Geiselnahme und Lösegeldforderung im Nachkriegsdeutschland gilt, lagen zum damaligen Zeitpunkt kaum Erfahrungswerte bei der Polizei vor, wie in solchen Fällen zu handeln ist. Somit gab es erhebliche Probleme, die zum tragischen Ausgang der Geiselnahme führten und anschließend in der Öffentlichkeit kontrovers diskutiert wurden:
- Die Einsatzleitung der Polizei wurde frühzeitig von Oberstaatsanwalt Erich Sechser übernommen. Die bis dahin durchgespielten Handlungsszenarien wurden anschließend zugunsten der Vorgehensweise, dass die Täter „so rasch wie möglich ausgeschaltet werden“,[4] aufgegeben.
- Diese Taktik konnte nur dann aufgehen, wenn beide Geiselnehmer gleichzeitig im Zugriff wären. In München hingegen verblieb einer der Geiselnehmer mit drei Geiseln in der Bank, während der andere auf der Straße unter Beschuss genommen wurde – somit lag eine erhebliche Gefährdung der in der Bank verbliebenen Geiseln vor.
- Es gab in den Reihen der Polizei keine ausgebildeten „Präzisionsschützen“, so dass Beamte mit Jagderfahrung abgestellt wurden. Laut einer NDR-Reportage[5] absolvierten diese noch ein Schießtraining in einer Kiesgrube, um sich auf ihren Einsatz vorzubereiten.
- Der Beschuss des Geiselnehmers am Auto erfolgte zu einem sehr späten Zeitpunkt: während er auf seinem Weg von der Bank bis zum Auto etwa 8 Sekunden lang ungedeckt lief, wurde das Feuer erst eröffnet, als er sich am bzw. im Fahrzeug befand und Zugriff auf die auf dem Beifahrersitz wartende Geisel hatte. Dies wurde durch die Verantwortlichen später damit begründet, dass die Beamten u. a. erst sichergehen mussten, dass es sich tatsächlich um einen der beiden Geiselnehmer handelte.
- Der Geiselnehmer wurde nicht von einzelnen Schützen unter Feuer genommen, sondern eine ganze Reihe von Schüssen durch eine Vielzahl von Beamten abgegeben, so dass ein regelrechter Kugelhagel entstand.
- Die Polizeibeamten vor Ort waren nicht mit Funkgeräten ausgestattet, so dass Befehle von Mund zu Mund weitergegeben werden mussten. Bis heute ist nicht auszuschließen, dass der Befehl zur Erstürmung der Bank nicht von offizieller Stelle kam, sondern durch den Ausruf eines anwesenden Schaulustigen ausgelöst wurde.

Als Folge der Ereignisse (und teilweise in Überlagerung mit der ein Jahr später stattfindenden Geiselnahme von München) wurde eine Reihe von Maßnahmen ergriffen:
- Spezialeinsatzkommandos (SEK) als speziell ausgebildete Einheiten für entsprechende Einsätze wurden gegründet,[6]
- ausgebildete Scharfschützen wurden in die SEKs integriert,
- die organisatorischen Verantwortlichkeiten wurden definiert (Festlegung der Einsatzführung in Händen der Polizei).

## Prozess
Der Prozess fand wegen der Geiselnahme großes Medienecho in Deutschland. Todorov wurde zu lebenslanger Freiheitsstrafe verurteilt wegen räuberischer Erpressung, fünffachen versuchten Mordes und Freiheitsberaubung.
Gerhard Mauz kommentierte das Strafmaß seinerzeit im Spiegel mit den Worten: „Wo der Wille zum Lebenslang ist, findet sich auch ein Weg.“
In Folge der Tat wurden mit Wirkung zum 19. Dezember 1971 die neuen Straftatbestände erpresserischer Menschenraub und Geiselnahme in der Bundesrepublik Deutschland eingeführt.
Todorov war 22 Jahre lang inhaftiert, bevor er vorzeitig entlassen wurde.